# Rmen
Rmen (Anthemis) je rod aromatických kvetoucích rostlin z čeledi hvězdnicovité. Pochází z oblasti Středomoří a jihozápadní Asie na východ od Íránu. Řada druhů také zdomácněla ve Spojeném království a dalších částech světa.
V rámci tohoto rodu existuje asi 100 druhů.
Jako živné rostliny je využívají larvy některých druhů motýlů.

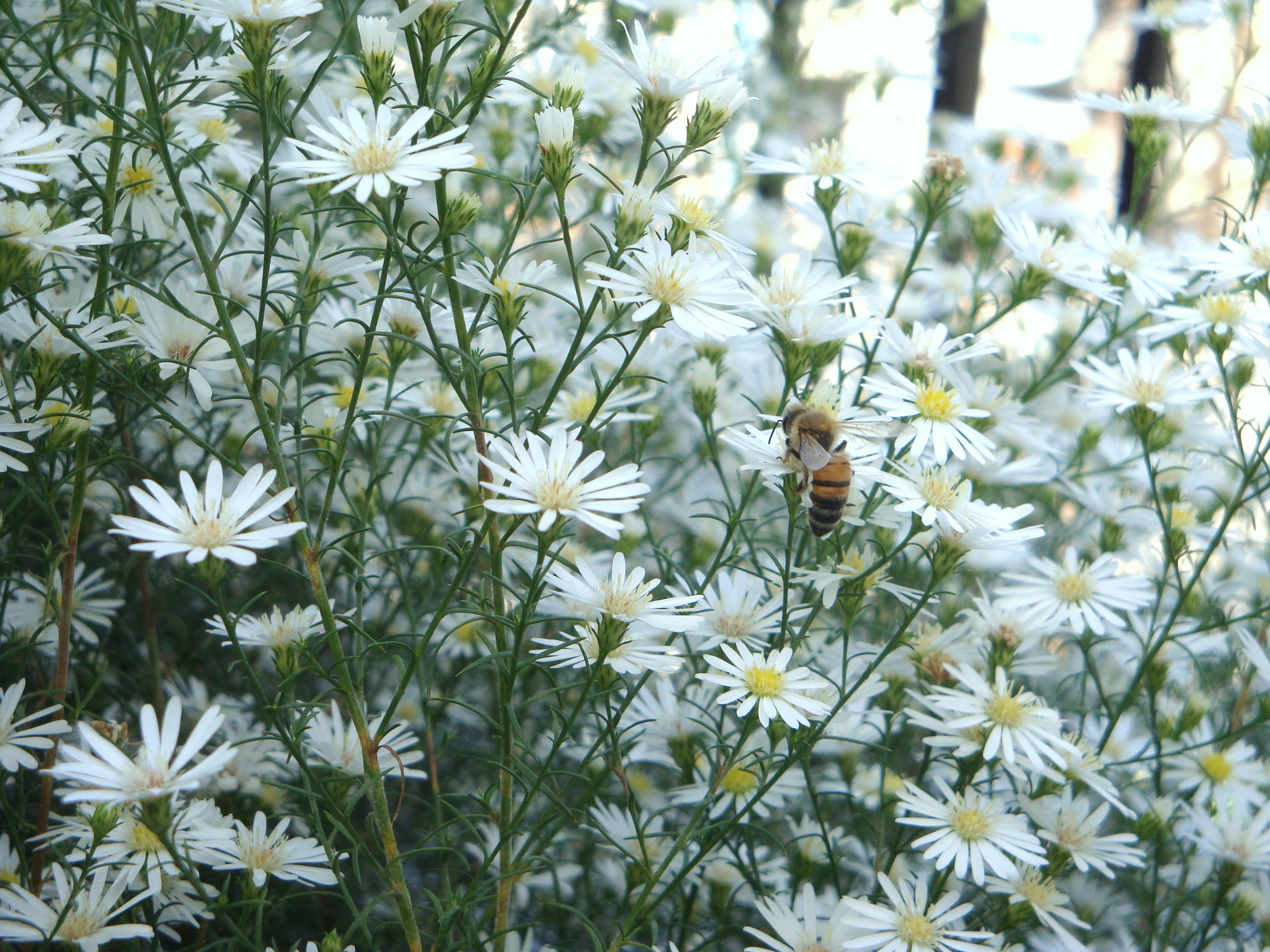
Anthemis cotula

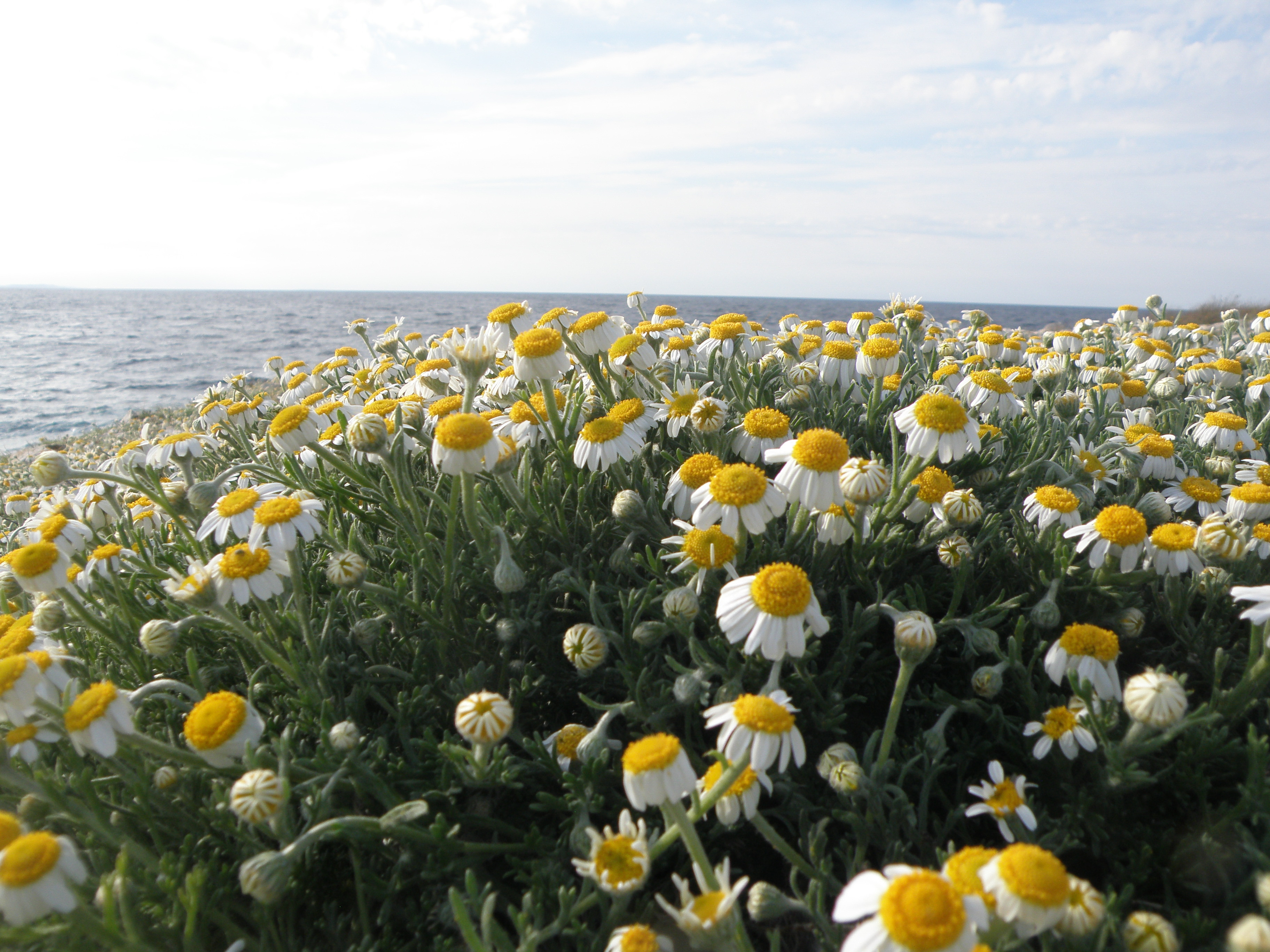
Anthemis tomentosa

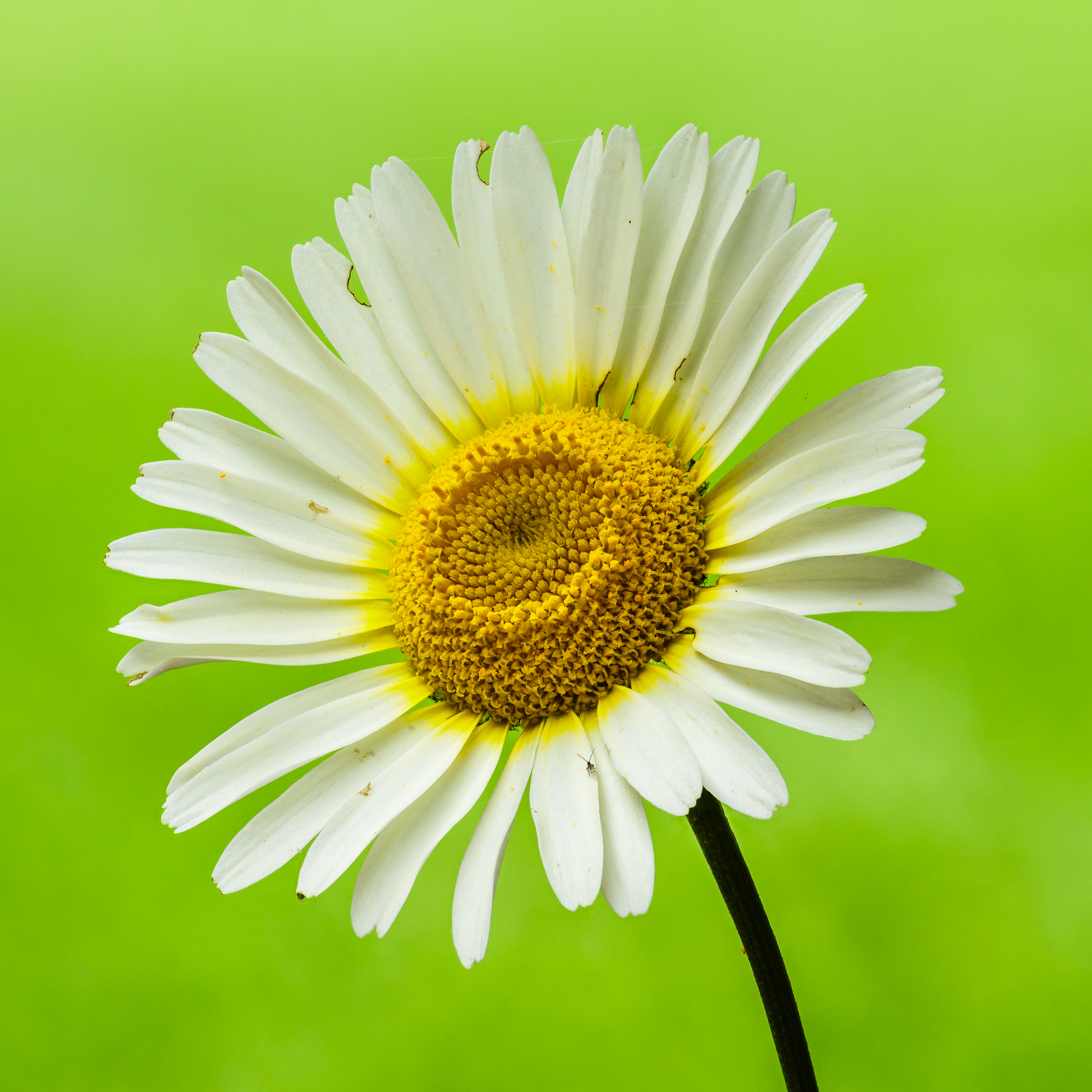
Anthemis lemon

## Druhy
Do rodu Anthemis se řadí následující druhy:
- Anthemis aaronsohnii Eig
- Anthemis abrotanifolia (Willd.) Guss.
- Anthemis abylaea (Font Quer & Maire) Oberpr.
- Anthemis aciphylla Boiss.
- Anthemis adonidifolia Boiss.
- Anthemis aeolica Lojac.
- Anthemis aetnensis Spreng.
- Anthemis alpestris (Hoffmanns. & Link) R.Fernandes
- Anthemis ammanthus Greuter
- Anthemis ammophila Boiss. & Heldr.
- Anthemis anthemiformis (Freyn & Sint.) Grierson
- Anthemis arenicola Boiss.
- Anthemis argyrophylla Velen.
- Anthemis arvensis L.
- Anthemis atropatana Iranshahr
- Anthemis auriculata Boiss.
- Anthemis austroiranica Rech.f., Aellen & Esfand.
- Anthemis × bollei Sch.Bip. ex Asch.
- Anthemis bornmuelleri Stoj. & Acht.
- Anthemis bourgei Boiss. & Reut.
- Anthemis boveana J.Gay
- Anthemis brachycarpa Eig
- Anthemis brachystephana Bornm. & Gauba
- Anthemis breviradiata Eig
- Anthemis bushehrica Iranshahr
- Anthemis candidissima Willd. ex Spreng.
- Anthemis chia L.
- Anthemis chrysantha J.Gay
- Anthemis concolor Lojac.
- Anthemis confusa Pomel
- Anthemis cornucopiae Boiss.
- Anthemis corymbulosa Boiss. & Hausskn.
- Anthemis cotula L.
- Anthemis cretica L.
- Anthemis cuneata Hub.-Mor. & Reese
- Anthemis cupaniana Tod. ex Nyman
- Anthemis cyrenaica Coss.
- Anthemis davisii Yavin
- Anthemis deserti Boiss.
- Anthemis deserticola Krasch. & Popov
- Anthemis dicksoniae Ghafoor
- Anthemis didymaea Mouterde
- Anthemis edumea Eig
- Anthemis emasensis Eig
- Anthemis fayedina Zareh
- Anthemis filicaulis (Boiss. & Heldr.) Greuter
- Anthemis fimbriata Boiss.
- Anthemis freitagii Iranshahr
- Anthemis fumariifolia Boiss.
- Anthemis fungosa Boiss. & Hausskn.
- Anthemis funkii (Sch.Bip. ex Willk. & Lange) Benedí
- Anthemis gharbensis Oberpr.
- Anthemis gilanica Bornm. & Gauba
- Anthemis gillettii Iranshahr
- Anthemis glaberrima (Rech.f.) Greuter
- Anthemis glareosa E.Durand & Barratte
- Anthemis gracilis Iranshahr
- Anthemis hamrinensis Iranshahr
- Anthemis handel-mazzettii Eig
- Anthemis haussknechtii Boiss. & Reut.
- Anthemis hebronica Boiss. & Kotschy
- Anthemis hemistephana Boiss.
- Anthemis hermonis Eig
- Anthemis hirtella C.Winkl.
- Anthemis homalolepis Eig
- Anthemis hyalina DC.
- Anthemis hydruntina E.Groves
- Anthemis indurata Delile
- Anthemis iranica Parsa
- Anthemis ismelia Lojac.
- Anthemis jordanovii Stoj. & Acht.
- Anthemis kandaharica Iranshahr
- Anthemis karacae Güner
- Anthemis kermanica Parsa
- Anthemis kitaibelii Spreng.
- Anthemis kotschyana Boiss.
- Anthemis kruegeriana Pamp.
- Anthemis laconica Franzén
- Anthemis leptophylla Eig
- Anthemis leucanthemifolia Boiss. & C.I.Blanche
- Anthemis leucolepis Eig
- Anthemis lithuanica Besser ex DC.
- Anthemis lorestanica Iranshahr
- Anthemis macedonica Boiss. & Orph.
- Anthemis macrotis (Rech.f.) Oberpr. & Vogt
- Anthemis maris-mortui Eig
- Anthemis maritima L.
- Anthemis marocana Batt. & Pit.
- Anthemis mauritiana Maire & Sennen
- Anthemis melampodina Delile
- Anthemis melanacme Boiss. & Hausskn.
- Anthemis micrantha Boiss. & Hausskn.
- Anthemis microcephala (Schrenk) B.Fedtsch.
- Anthemis microlepis Eig
- Anthemis microsperma Boiss. & Kotschy
- Anthemis mirheydari Iranshahr
- Anthemis moghanica Iranshahr
- Anthemis monilicostata Pomel
- Anthemis muricata (DC.) Guss.
- Anthemis nabataea Eig
- Anthemis odontostephana Boiss.
- Anthemis orbelica Pancic
- Anthemis orientalis (L.) Degen
- Anthemis parnesia Boiss. & Heldr.
- Anthemis parvifolia Eig
- Anthemis patentissima Eig
- Anthemis pauciloba Boiss.
- Anthemis pedunculata Desf.
- Anthemis peregrina L.
- Anthemis persica Boiss.
- Anthemis pignattiorum Guarino, Raimondo & Domina
- Anthemis pindicola Heldr. ex Halácsy
- Anthemis plebeia Boiss. & Noë
- Anthemis plutonia Meikle
- Anthemis pseudocotula Boiss.
- Anthemis pulvinata Brullo, Scelsi & Spamp.
- Anthemis punctata Vahl
- Anthemis pungens Yavin
- Anthemis rascheyana Boiss.
- Anthemis regis-borisii Stoj. & Acht.
- Anthemis retusa Delile
- Anthemis rhodensis Boiss.
- Anthemis rhodocentra Iranshahr
- Anthemis rigida Boiss. ex Heldr.
- Anthemis rosea Sm.
- Anthemis rumelica (Velen.) Stoj. & Acht.
- Anthemis ruthenica M.Bieb.
- Anthemis samariensis Turland
- Anthemis scariosa Banks & Sol.
- Anthemis schizostephana Boiss. & Hausskn.
- Anthemis scopulorum Rech.f.
- Anthemis scrobicularis Yavin
- Anthemis secundiramea Biv.
- Anthemis sheilae Ghafoor & Al-Turki
- Anthemis sibthorpii Griseb.
- Anthemis sintenisii Freyn
- Anthemis spruneri Boiss. & Heldr.
- Anthemis sterilis Steven
- Anthemis stiparum Pomel
- Anthemis susiana Nábelek
- Anthemis taubertii E.Durand & Barratte
- Anthemis tenuicarpa Eig
- Anthemis tenuisecta Ball
- Anthemis tigreensis J.Gay ex A.Rich.
- Anthemis tomentella Greuter
- Anthemis tomentosa L.
- Anthemis tranzscheliana Fed.
- Anthemis tricolor Boiss.
- Anthemis tricornis Eig
- Anthemis tripolitana Boiss. & C.I.Blanche
- Anthemis tubicina Boiss. & Hausskn.
- Anthemis ubensis Pomel
- Anthemis virescens Velen.
- Anthemis wallii Hub.-Mor. & Reese
- Anthemis wettsteiniana Hand.-Mazz.
- Anthemis xylopoda O.Schwarz
- Anthemis yemensis Podlech
- Anthemis zaianica Oberpr.
- Anthemis zoharyana Eig

V minulosti byly do tohoho rodu řazeny také druhy rmen barvířský nebo rmen rakouský, pro podstatné odlišnosti byly však přeřazeny do rodu marunek.